# Yuto Sashinami
Yuto Sashinami (født 28. juni 1993) er en japansk fodboldspiller.